# Award Software

Award Software International logo

A Award Software ou Award Software International Incorporated foi uma empresa de tecnologia norte-americana fabricante de BIOS com sede e Mountain View, Califórnia, Estados Unidos. Em 1998 a empresa foi adquirida pela também norte-americana Phoenix Technologies.

## Ligações Externas
- Site Oficial (arquivo)
- Fusão da Award Software com a Phoenix Technologies (arquivo)